# BPT
BPT (tiếng Anh: Boyaa Poker Tour) là giải đấu Poker chuyên nghiệp toàn cầu do Boyaa Interactive tổ chức. Giải đấu bao gồm 5 khu vực, HK-MC-TW, Nhật Bản, Đông Nam Á, Trung Đông và Châu Âu, Các player BPT khắp nơi 30 quốc gia và vùng lĩnh thổ thế giới.
Người chơi có thể đăng nhập vào bất kỳ phiên bản có Game Boyaa Poker nào(iOS / Android / PC) để tham dự các sự kiện xuất vé BPT online và nhận Vé Mời chung kết Macau. Đến này, Game Boyaa Poker đã tích lũy 200 triệu người chơi có phân phối tại hơn 100 quốc gia trên thế giới.

## Lịch sử phát triển
- BPT lần đầu đã tổ chức thành công tại Macau với tổng giải thưởng 500,000 USD vào 25.09.2015, Player Mai Jie (Trung Quốc) đã xuất sắc giành chức vô địch BPT 2015. Boyaa Interactive đã quyên góp 1% của tổng giải thưởng cho Trung Tâm Thiếu Nhi Bishop Hill từ thiện Macau.[5]
- Ngày 24 tháng 10 năm 2016, BPT được tổ chức lần thứ 2 tại Macau với tổng giải thưởng 4,000,000 KHĐ và 35,000B chip. Player Brian Yip (Hông Kông) đã xuất sắc đoạt giải vô địch BPT 2016.[6]
- Ngày 11 tháng 12 tháng 2016, Boya Interactive hợp tác với Sanya Hongzhou Group tổ chức BPT 2016 Tam Á tại thành phố Hải Nam- Trung Quốc với tổng giải thưởng 3,880,000 CNY và 23,800B chip. Player Bao Jun (Bắc Kinh -TQ) giành chức vô địch.[7]
- Ngày 17 tháng 06 năm 2017 giải đấu BPT satellite lần đầu được tổ chức thành công tại Hà Nội – Việt Nam do Boyaa Interactive phối hợp cùng Win Poker Club với tổng giải thưởng 25 tỷ VND. Player Trinh Anh Dung đã giành chức vô địch.[8][9]
- 28.10.2017-01.11.2017, BPT được Boyaa Interactive tổ chức tại Babylon Casion Macau. Tất cả 745 player đến từ 5 khu vực trên thế giới cạnh tranh Main Event BPT với tổng giải thưởng 67,050,000 HKĐ. Player Lin Hong Chang (Đài Loan) đã giành chức vô địch với giải vô địch 1,274,900 KHĐ, Player Macaron Tran (Việt Nam) và Alex Nguyen đến (Việt Nam) đã xuất sắc đoạt về thứ 2 và thứ 3 với giải thưởng lần lượt là ~2 tỷ VNĐ và ~1 tỷ VNĐ.[10]